# Ferrovia della Val di Fiemme
La ferrovia della Val di Fiemme (in tedesco Fleimstalbahn) era una ferrovia a scartamento ridotto, costruita dal genio militare austriaco, attiva dal 1917 al 1963, che congiungeva la ferrovia del Brennero alla val di Fiemme.

## Storia

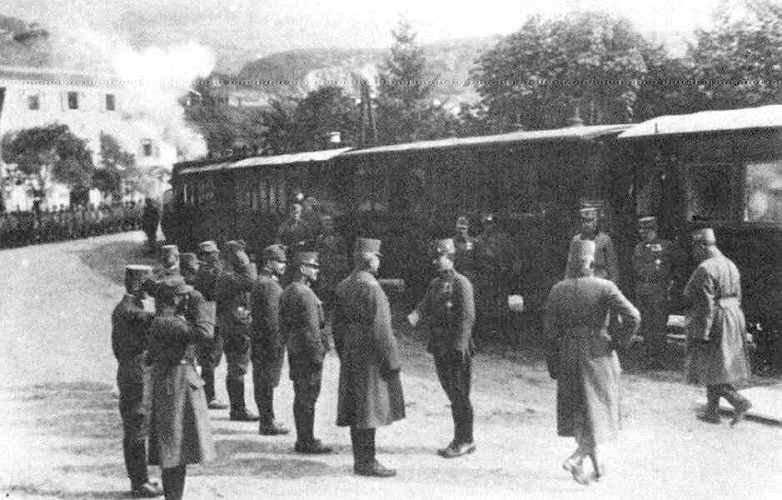
L'imperatore Carlo I a Cavalese, per l'inaugurazione della ferrovia

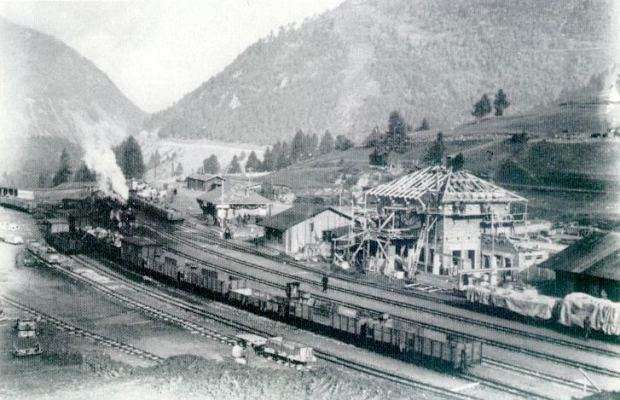
Il treno ai tempi della prima guerra mondiale, presso la stazione di Castello

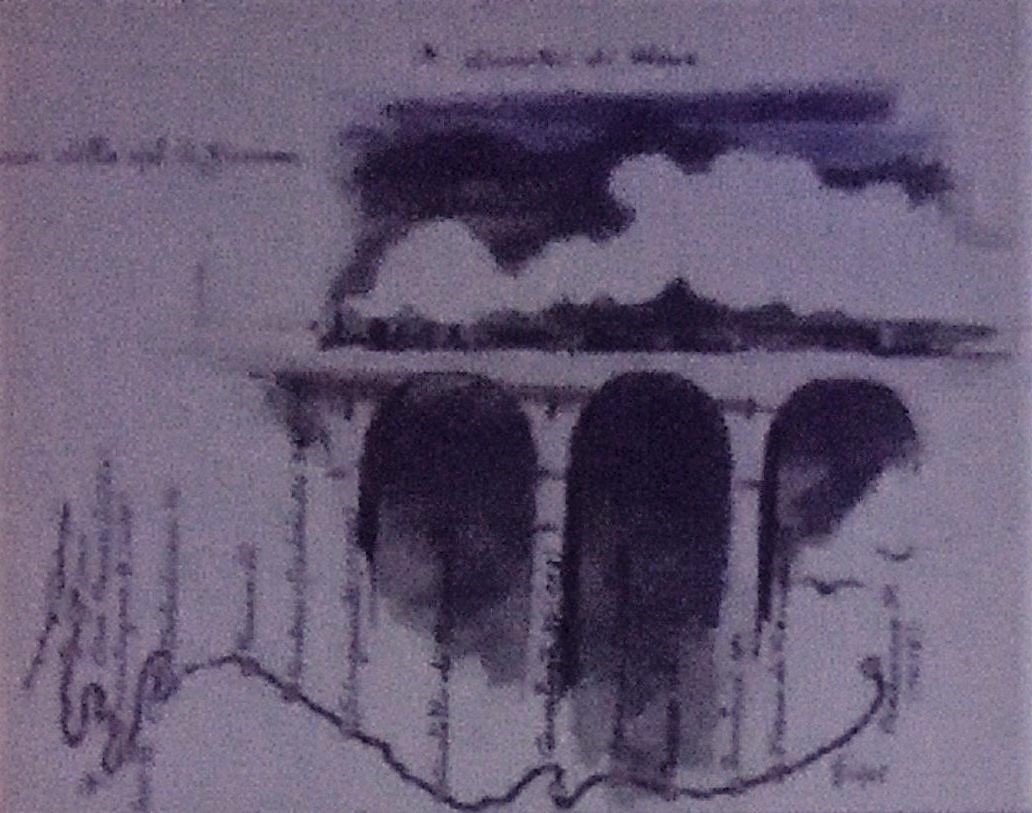
Il viadotto di Gleno in un disegno del 1982

Le prime idee di una ferrovia per la Val di Fiemme cominciarono a farsi strada a fine '800. Erano ipotizzati due diversi progetti: uno facente capo a Paolo Oss Mazzurana, sindaco di Trento, che proponeva per un accesso alla val di Fiemme di partire da Lavis risalendo la valle di Cembra per raggiungere Predazzo, e un secondo sostenuto da Bolzano che sosteneva l'asse Egna-Predazzo-Moena.
L'entrata dell'Italia nella prima guerra mondiale, nel maggio del 1915, accelerò la realizzazione della ferrovia. L'obiettivo di trasportare in 24 ore, da Ora alla val di Fiemme, un'intera brigata di fanteria, completa di equipaggiamento e armamento, indusse lo stato maggiore dell'impero austro-ungarico a fare proprio il progetto auspicato dalla città di Bolzano. Data la ristrettezza del tempo a disposizione, e per evitare l'onerosa costruzione di un ponte sull'Adige, l'innesto sulla linea del Brennero venne spostato da Egna a Ora. In alternativa allo scartamento metrico, previsto si optò per quello di 760 mm, previsto sempre dalla Localbahngesetz per le ferrovie a trazione a vapore, allora maggiormente diffuse nei territori dell'Impero, in quanto così facendo sarebbe stato più agevole reperire il numeroso materiale rotabile.

### Costruzione ed esercizio austriaco
Le priorità belliche non impedirono di sviluppare l'opera anche nella prospettiva di un successivo utilizzo civile e turistico: infrastrutture, traversine e materiale rotabile di nuova costruzione, furono sin dall'inizio progettati per consentire un'agevole migrazione allo scartamenti metrico e a una eventuale elettrificazione. I lavori iniziarono nell'inverno 1915-16. Gli addetti raggiunsero punte massime di 6000 uomini: 3900 civili, 600 militari e 1500 prigionieri, prevalentemente serbi, russi e montenegrini. Molti di questi ultimi perirono decimati da malattie e privazioni. Non mancò, soprattutto nel tratto terminale della linea, il contributo di numerose donne.
La tratta Ora-Cavalese fu inaugurata il 23 giugno 1917. Ma la conquista, da parte italiana del monte Cauriol (catena del Lagorai) obbligò il progettista, ingegner Orley, a modificare il tracciato per evitare che la ferrovia potesse essere colpita dagli obici italiani posti sul monte. Pertanto il tratto Cavalese-Predazzo entrò in funzione solo il 1º febbraio 1918, quando ormai, a causa dell'arretramento del fronte italiano seguito alla rotta di Caporetto, la zona del Lagorai era diventata una retrovia.

### Il passaggio all'Italia
La gestione asburgica della ferrovia durò meno di un anno, in quanto nel novembre 1918 la guerra ebbe fine e con il passaggio del Trentino-Alto Adige all'Italia la ferrovia, il cui esercizio era stato interrotto il 31 ottobre, passò al Genio militare italiano, e successivamente alle Ferrovie dello Stato. L'esercizio regolare riprese nel febbraio 1919.
La circolazione era regolata con le vie libere telegrafiche e poi telefoniche mentre non esistevano segnali fissi di protezione e partenza nelle stazioni; sui deviatoi dei binari di corsa furono installati i comuni dischetti di posizione. I tempi di percorrenza superavano le quattro ore; allo scopo ridurre gli stessi furono soppresse le fermate Villa, da poco attivata, e Castel d'Enna e trasformate in stazioni quelle di Fontanefredde e Ziano.

### Gestione FEVF

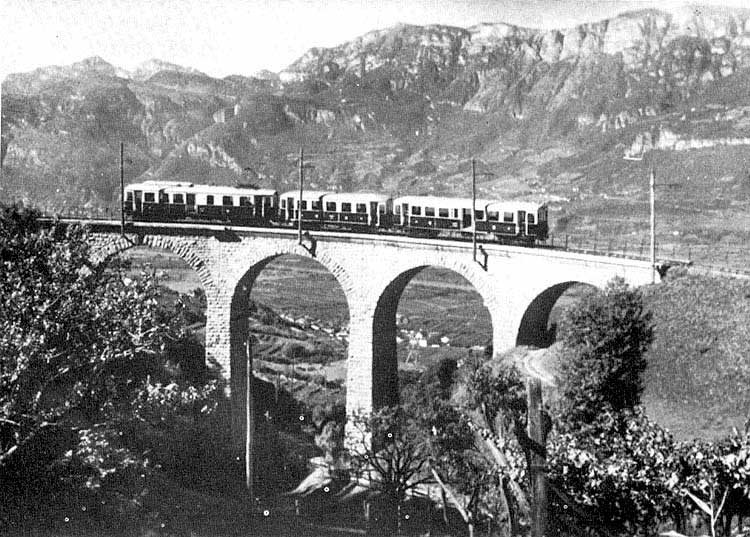
Convoglio sul viadotto di Gleno Inferiore (Unterglen)

La gestione ferrovie dello Stato cessò il 31 dicembre 1927 per passare alla Ferrovia Elettrica Val di Fiemme (FEVF), società appositamente costituita, che aveva ottenuto la concessione per la sistemazione, elettrificazione ed esercizio della Ora-Predazzo. Fu realizzata una linea a sospensione trasversale (data la non elevata velocità dei treni) sorretta nelle stazioni da pali in cemento armato, mentre in linea fu usato legno di larice. All'alimentazione, in corrente continua a 2600 volt, provvedeva la sottostazione di San Lugano. Lo scartamento venne elevato a 1 metro. Il 28 ottobre 1929 si inaugurava l'elettrificazione e i tempi di percorrenza si riducevano a 2 ore e 15 minuti.
A seguito dell'elettrificazione, il traffico passeggeri aumentò rapidamente, tanto che nel 1932 circolavano ben dieci treni viaggiatori al giorno, oltre a diversi lunghi convogli merci carichi di legname, minerali e altri prodotti della valle.
Nel corso della seconda guerra mondiale l'attività, sia pure ridotta al minimo, non fu mai completamente interrotta. Nel secondo dopoguerra la linea conobbe una rinnovata giovinezza sia nel trasporto merci che nel trasporto passeggeri sull'onda dello sviluppo turistico della valle.
Nel 1963, a seguito dell'inarrestabile sviluppo della motorizzazione su strada, venne scelto di chiudere la linea il 10 gennaio, e nel giro di pochi anni venne smantellata. Tutto il materiale rotabile (motrici A1, A2, A3, locomotori B51 e B52, carrozze lunghe C101, C102, carrozze corte C103, C104, C105, C106 e tutti i carri merci) e i trasformatori di alimentazione vennero ceduti alla Ferrovia Genova Casella.

## Caratteristiche

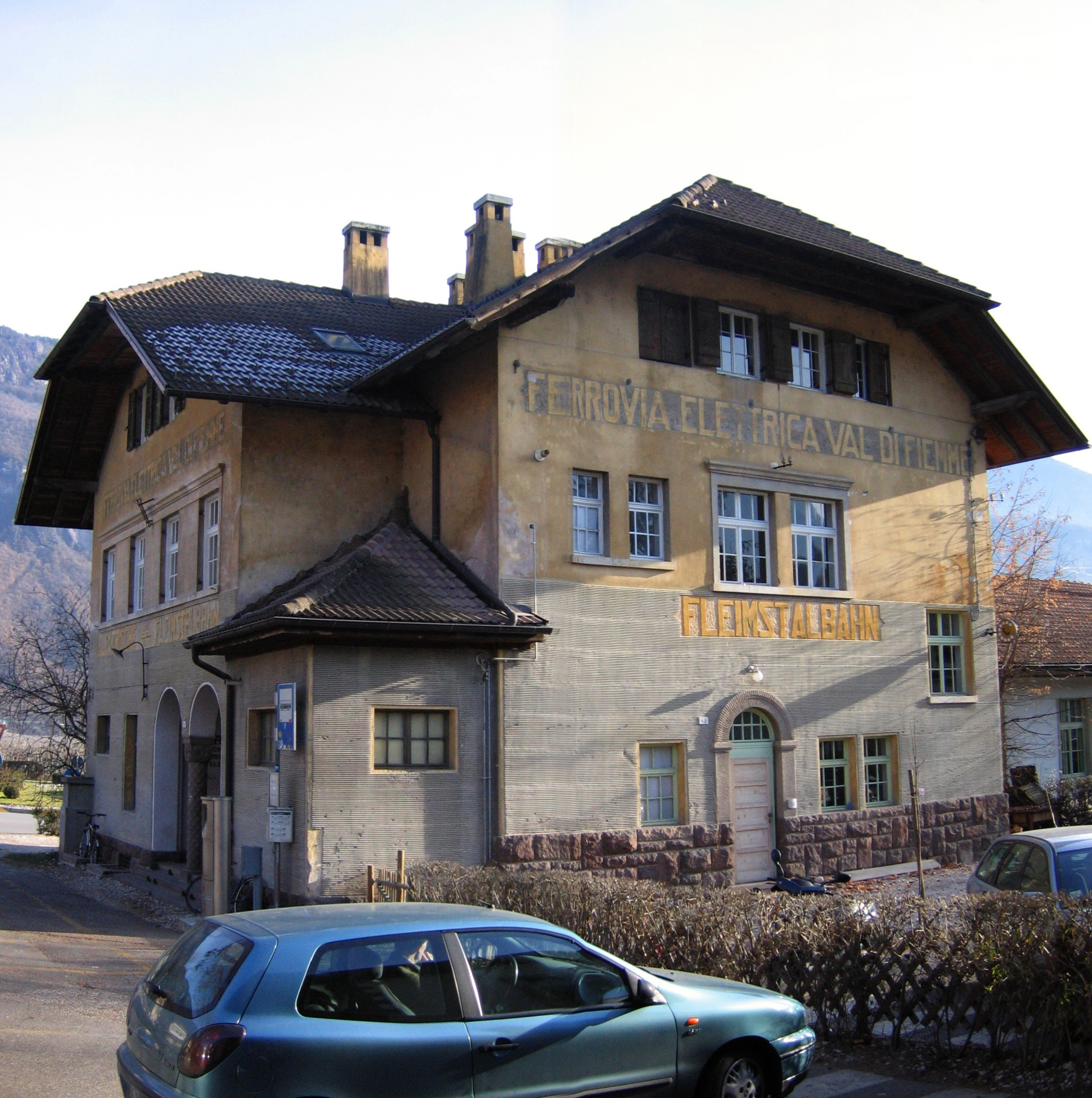
L'ex fabbricato viaggiatori di Ora

La ferrovia partiva dalla stazione di Ora Val di Fiemme posta nelle adiacenze dell'omonimo impianto lungo la direttrice del Brennero e scavalcando il passo di San Lugano raggiungeva Predazzo in val di Fiemme.
Inizialmente armata con lo scartamento di 760 mm e convertita allo scartamento metrico sotto la gestione FEVF, la linea misurava complessivamente 50,5 km. La pendenza massima del 42 per mille si registrava nel tortuoso tratto fra da Cavalese a Predazzo, caratterizzato da raggi minimi di curvatura di 60 metri. Il dislivello massimo era di 873 metri. Per l'armamento a scartamento metrico vennero impiegate rotaie da 21,8 kg/m.
Dimensionata quale fulcro di un esteso sistema di trasporti che assieme alla ferrovia Trento-Malé-Mezzana e alla ferrovia delle Dolomiti avrebbe dovuto costituire il prolungamento da Tirano della trasversale alpina svizzera, la Stazione di Ora Val di Fiemme risultò il più grande impianto a scartamento ridotto dell'impero, comprendendo 8,2 km di binari e 85 scambi.
Le principali opere d'arte della linea erano rappresentate da sei gallerie per uno sviluppo complessivo di 786 metri, sette viadotti e otto ponti per il superamento dei numerosi rii e torrenti delle valli laterali interessate; furono inoltre realizzati in totale 217 passaggi a livello alcuni dei quali per l'attraversamento della strada statale 48 delle Dolomiti, protetti da semplici croci di sant'Andrea.
Le otto stazioni intermedie, quasi tutte dotate di rifornitore idrico per le locomotive, avevano binari d'incrocio di lunghezza variabile fra i 50 e i 150 metri.

### Percorso
| Continuation backward |

| Station on track | Unknown route-map component "exKBHFa" |  |

| Unknown route-map component "CONTr+g" | Unknown route-map component "exSTR" |  |

| Unknown route-map component "exBHF" |

| Unknown route-map component "exHST" |

| Unknown route-map component "exBHF" |

| Unknown route-map component "exHST" |

| Unknown route-map component "exhSTRae" |

| Unknown route-map component "exTUNNEL2" |

| Unknown route-map component "exTUNNEL2" |

| Unknown route-map component "exHST" |

| Unknown route-map component "exBHF" |

| Unknown route-map component "exTUNNEL2" |

| Unknown route-map component "exTUNNEL2" |

| Unknown route-map component "exTUNNEL2" |

| Unknown route-map component "exBHF" |

| Unknown route-map component "exhSTRae" |

| Unknown route-map component "exHST" |

| Unknown route-map component "exBHF" |

| Unknown route-map component "exBHF" |

| Unknown route-map component "exHST" |

| Unknown route-map component "exhSTRae" |

| Unknown route-map component "exBHF" |

| Unknown route-map component "exSKRZ-Bo" |

| Unknown route-map component "exTUNNEL1" |

| Unknown route-map component "exhKRZWae" |

| Unknown route-map component "exHST" |

| Unknown route-map component "exBHF" |

| Unknown route-map component "exhKRZWae" |

| Unknown route-map component "exHST" |

| Unknown route-map component "exHST" |

| Unknown route-map component "exHST" |

| Unknown route-map component "exHST" |

| Unknown route-map component "exhKRZWae" |

| Unknown route-map component "exKBHFe" |

Il percorso partiva dalla linea ferroviaria del Brennero presso la stazione ferroviaria di Ora, adiacente all'analogo impianto della ferrovia del Brennero, alla quota di 224 metri sul livello del mare collegando la stessa con la successiva stazione di Ora paese.

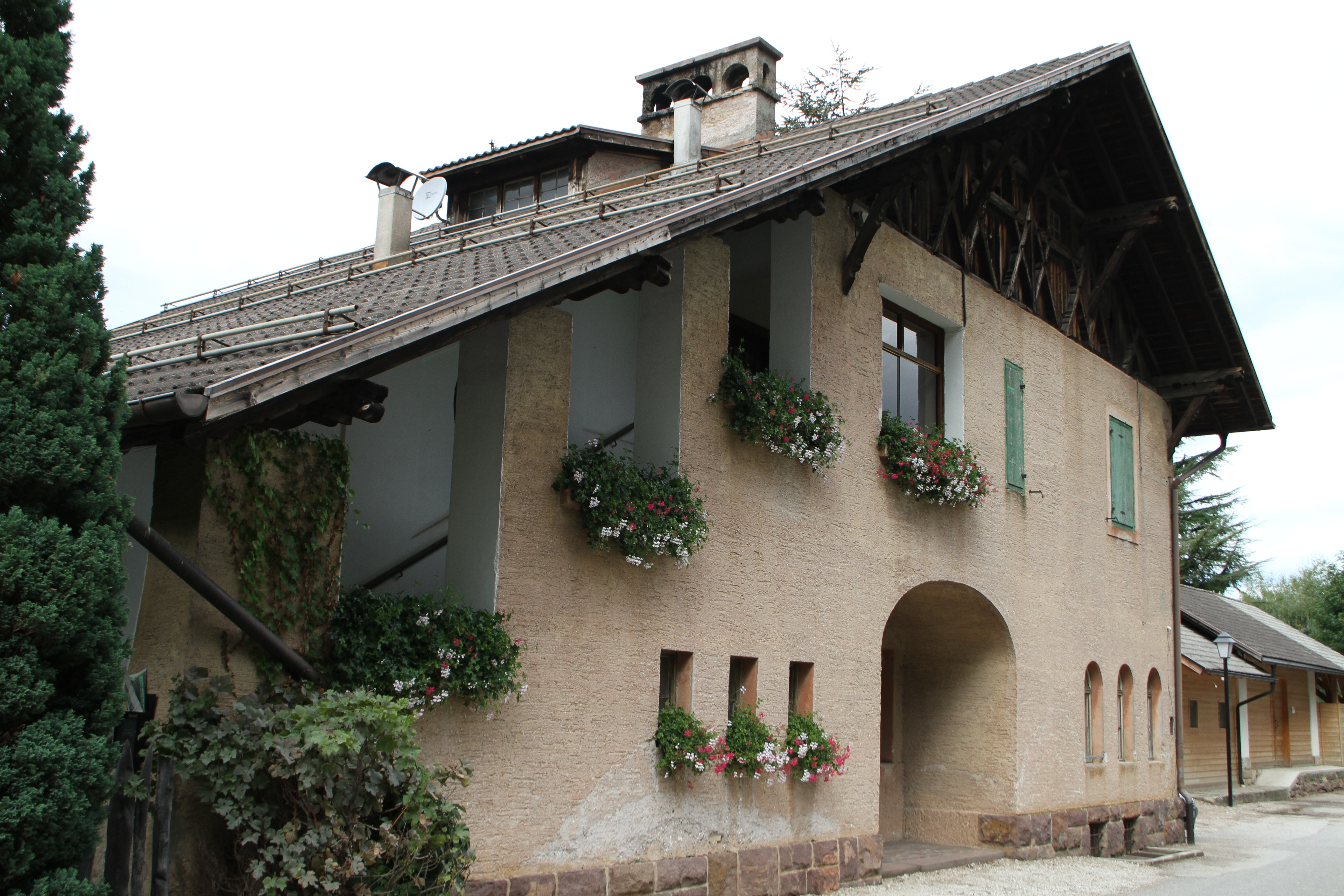
Ex fabbricato viaggiatori della stazione di Montagna

Con un percorso in ripida salita caratterizzato da diversi tornanti si raggiungeva la stazione di Montagna e, superate le fermate di Gleno e Castel d'Enna quelle di Doladizza e Pausa, realizzate per lo più per esigenze di incrocio a motivo della scarsità di abitazioni presenti all'epoca.
Superata la fermata di Fontanefredde si raggiungeva dunque il valico di San Lugano in corrispondenza dell'omonima stazione, ove sorgeva altresì una sottostazione elettrica di alimentazione della linea, in corrispondenza della quale si lasciava la valle dell'Adige per entrare in quella dell'Avisio, in provincia di Trento.

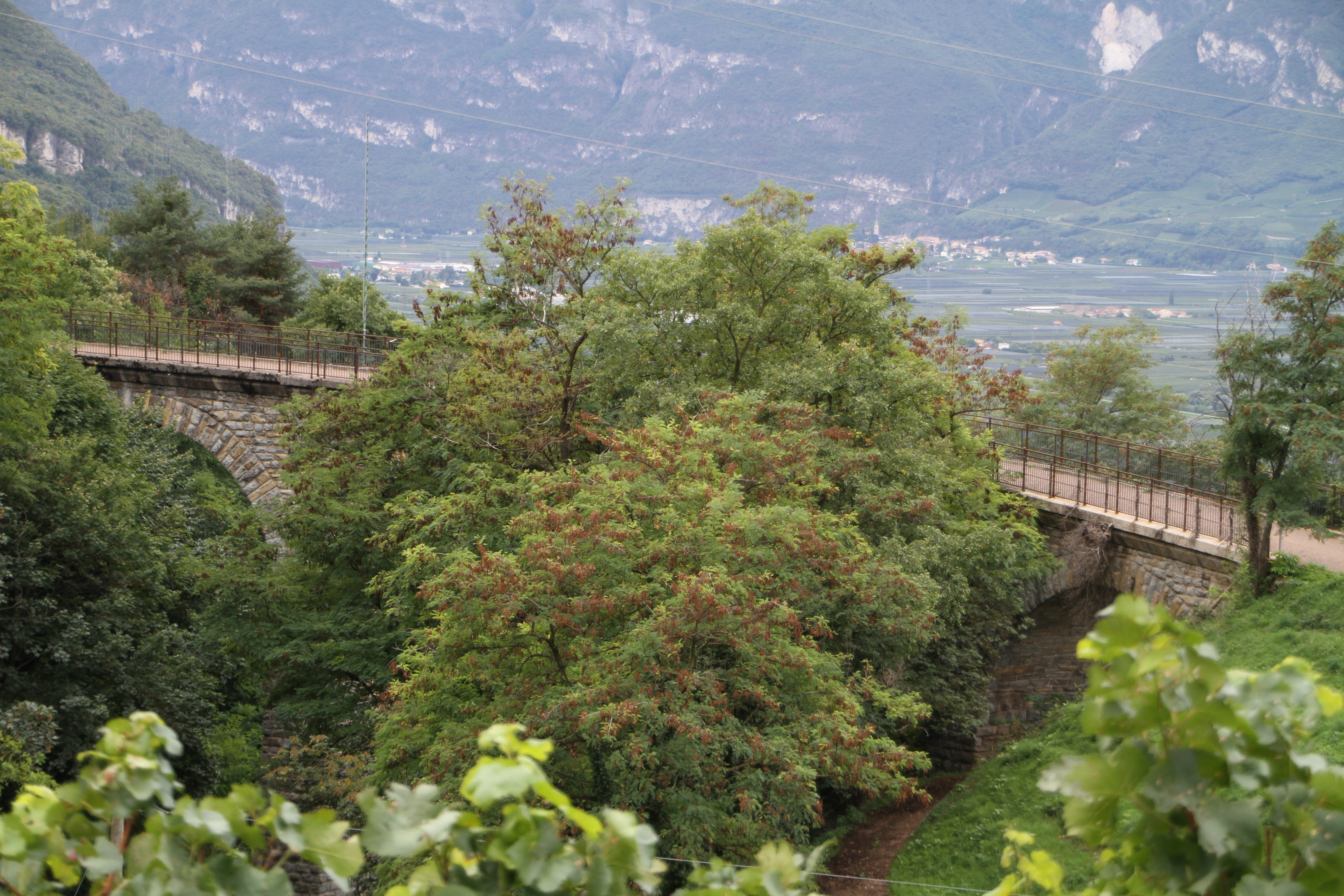
Viadotto di Gleno

Mantenendosi sul lato destro della statale 48 la ferrovia entrava in val di Fiemme raggiungendo la stazione di Castello di Fiemme, la fermata Cavalese Succursale, posta in pieno centro abitato, e la stazione Cavalese, principale località intermedia della linea
Impegnato un tratto in cui si alternavano brevi discese e salite, eraaservite la fermata Masi di Cavalese, presso la quale sorgeva un maestoso ponte metallico sistema Kohn a due travate da 39 metri ciascuna.
Seguivano nell'ordine la stazione di Tesero la fermata di Panchià e quella di Ziano, seguita a breve distanza da quella, facoltativa, posta nella frazione Roda.
Superata l'ex stazione di Predazzo Sud, capolinea originario fino al 1918, si giungeva infine alla stazione di Predazzo, capolinea orientale della ferrovia, dotata di magazzino merci, deposito locomotive e cinque binari.
Dopo un lungo periodo di abbandono, negli anni novanta lunghi tratti della linea ferroviaria sono stati trasformati in piste ciclabili o strade forestali, ed è possibile percorrere alcune gallerie, viadotti, ponti e passare davanti ai resti degli edifici della dismessa ferrovia.

## Materiale rotabile

Locomotiva Henschel & Sohn di tipo Mallet dopo l'acquisizione da parte delle FS

Per l'esercizio sulle linee a scartamento ridotto dell'impero austroungarico, nel 1916 furono ordinate alla Henschel & Sohn 46 locomotive a doppia espansione sistema Mallet (rodiggio 1 C C) da 447 kW classificate Kuk HB 6001-6046. Tali unità, fra le più grandi costruite per lo scartamento 760 mm, pesavano 53 tonnellate e avevano una velocità massima di 40 km/h; con l'arretramento del fronte italiano avvenuto nel 1917, numerose unità furono trasferite in Bosnia e solo dieci unità rimasero in servizio sulla linea. Al termine della Grande Guerra tali unità passarono alle FS che le immatricolarono nel gruppo R.600. A seguito dell'elettrificazione e alla variazione di scartamento del 1929, due di esse, la 6036 e la 6046, furono adattate allo scartamento metrico e utilizzate saltuariamente in occasione di forti nevicate; le altre otto, dapprima accantonate a Ora, furono cedute nel 1937-1938, unitamente alla 6046, alle Ferrovie Meridionali Sarde.
Ulteriori locomotive di costruzione ungherese e tedesca che avevano nel frattempo raggiunto la Ora-Predazzo rimasero in mani italiane: si trattava delle unità immatricolate BTB 21, HB 3052, RKB 1-3, HB 4004, HB 4051, HB 4505, Ct 1 e Bt HB Alfenz; alcune di esse furono a loro volta immatricolate nei gruppi FS R.310, R.400, R.450 e R.410.
Il materiale rimorchiato originario era costituito da circa 200 carri merci, color grigio cenere, a due o tre assi e a carrelli, oltre ad alcune carrozze, con struttura in legno, adibite al trasporto viaggiatori.

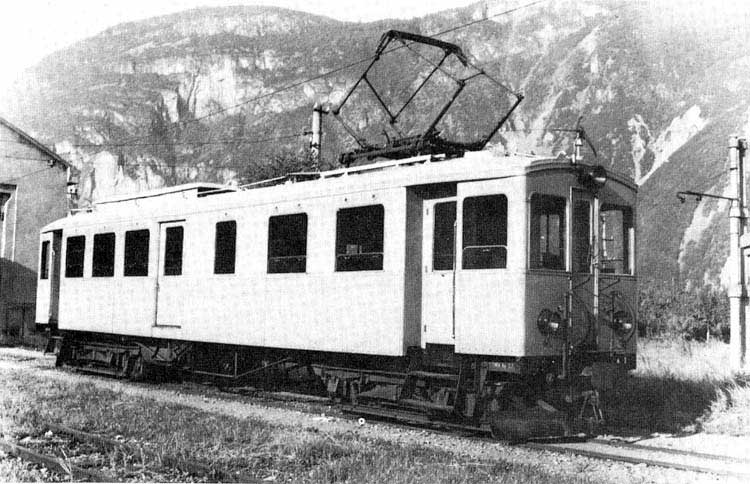
Elettromotrice A1 presso il deposito di Ora, nella livrea in uso dopo il 1945

Con la trasformazione a scartamento metrico e l'elettrificazione, nel 1929 furono consegnate dalla Carminati & Toselli tre elettromotrici e due locomotive dotate di equipaggiamenti elettrici TIBB e classificate nei gruppi A1-A3 e B51-B52. Le prime erano caratterizzate da una colorazione giallo/rossa, le seconde dal classico verde vagone.
Per nuovi servizi furono altresì consegnate dalla stessa Carminati e Toselli due rimorchiate classificate C101-C102, quattro delle Officine di Casaralta e della Ditta Luigi Conti (C103-C106) derivate da preesistenti vagoni merci a carrelli e un centinaio di carri a cui era stato modificato lo scartamento, nella tradizionale colorazione grigio cenere.
La composizione tipo era di una elettromotrice (A1-A3) con al seguito una rimorchiata corta (C103-C106) e una rimorchiata lunga (C101-C102) e vi trovavano posto sino a 200 persone.
Nel secondo dopoguerra il materiale rotabile viaggiatori assunse una nuova livrea bianco e celeste.
Nel 1941 fu acquisita dalla ferrovia marmifera di Lasa una locomotiva elettrica ad accumulatori anch'essa di costruzione Carminati & Toselli/TIBB, convertita con presa di corrente a pantografo per l'alimentazione a 2600 V, la quale fu accantonata prima della chiusura della linea.
Ceduto tutto il materiale più recente alla Ferrovia Genova-Casella dopo la chiusura della linea della Val di Fiemme, le motrici A1 e A2 sono ancora esistenti e la A2 è stata restaurata nelle condizioni d'origine fra il 2016 e il 2017; la B51 è stata acquistata dalla Trentino Trasporti e restaurata come unità storica in occasione del centenario della linea Trento-Malé nel 2009 mentre la motrice A3 e il locomotore B52 sono state demolite.

### Materiale motore a partire dal 1919 - prospetto di sintesi
| Unità                  | Tipo                 | Rodiggio     | Anno di costruzione | Costruttore                | Note                                                                        |
| ---------------------- | -------------------- | ------------ | ------------------- | -------------------------- | --------------------------------------------------------------------------- |
| HB 6001, poi FS R.600  | Locomotiva a vapore  | 1CC "Mallet" | 1916                | Henschel & Sohn            | Ceduta alle Ferrovie Meridionali Sarde                                      |
| HB 6010, poi FS R.600  | Locomotiva a vapore  | 1CC "Mallet" | 1916                | Henschel & Sohn            | Ceduta alle Ferrovie Meridionali Sarde                                      |
| HB 6015, poi FS R.600  | Locomotiva a vapore  | 1CC "Mallet" | 1916                | Henschel & Sohn            | Ceduta alle Ferrovie Meridionali Sarde                                      |
| HB 6021, poi FS R.600  | Locomotiva a vapore  | 1CC "Mallet" | 1916                | Henschel & Sohn            | Ceduta alle Ferrovie Meridionali Sarde                                      |
| HB 6034, poi FS R.600  | Locomotiva a vapore  | 1CC "Mallet" | 1916                | Henschel & Sohn            | Ceduta alle Ferrovie Meridionali Sarde                                      |
| HB 6035, poi FS R.600  | Locomotiva a vapore  | 1CC "Mallet" | 1916                | Henschel & Sohn            | Ceduta alle Ferrovie Meridionali Sarde                                      |
| HB 6036, poi FS R.600  | Locomotiva a vapore  | 1CC "Mallet" | 1916                | Henschel & Sohn            | Convertita allo scartamento metrico                                         |
| HB 6037, poi FS R.600  | Locomotiva a vapore  | 1CC "Mallet" | 1916                | Henschel & Sohn            | Ceduta alle Ferrovie Meridionali Sarde                                      |
| HB 6044, poi FS R.600  | Locomotiva a vapore  | 1CC "Mallet" | 1916                | Henschel & Sohn            | Ceduta alle Ferrovie Meridionali Sarde                                      |
| HB 6046, poi FS R.600  | Locomotiva a vapore  | 1CC "Mallet" | 1916                | Henschel & Sohn            | Convertita allo scartamento metrico, ceduta alle Ferrovie Meridionali Sarde |
| BTV 21                 | Locomotiva a vapore  | Ct           | 1909                | MÁVAG                      | Ex Borsatalbahn                                                             |
| HB 3051, poi FSR.310.1 | Locomotiva a vapore  | Ct           | 1916                | MÁVAG                      |                                                                             |
| HB 3052, poi FSR.310.2 | Locomotiva a vapore  | Ct           | 1916                | MÁVAG                      |                                                                             |
| HB 3103, poi FSR.310.3 | Locomotiva a vapore  | Ct           |                     | MÁVAG                      |                                                                             |
| RKB 1, poi FS R.400    | Locomotiva a vapore  | Dt           | 1893                | MÁVAG                      | Ex Ferrovia Rozsahegy-Korytniczai, ceduta alla Ferrovia Mori-Arco-Riva      |
| RKB 2, poi FS R.400    | Locomotiva a vapore  | Dt           | 1893/1895           | MÁVAG                      | Ex Ferrovia Rozsahegy-Korytniczai, ceduta alla Ferrovia Mori-Arco-Riva      |
| RKB 3, poi FS R.400    | Locomotiva a vapore  | Dt           | 1895                | MÁVAG                      | Ex Ferrovia Rozsahegy-Korytniczai, ceduta alla Ferrovia Mori-Arco-Riva      |
| HB 4004, poi FS R.400  | Locomotiva a vapore  | Dt           | 1914                | MÁVAG                      | Ex Rajla-Babe, ceduta alla Ferrovia Mori-Arco-Riva                          |
| HB 4051, poi FS R.400  | Locomotiva a vapore  | Dt           | 1915                | MÁVAG                      | Ceduta alla Ferrovia Mori-Arco-Riva                                         |
| HB 4053, poi FS R.400  | Locomotiva a vapore  | Dt           |                     | MÁVAG                      | Ceduta alla Ferrovia Mori-Arco-Riva                                         |
| HB 4505, poi FS R.450  | Locomotiva a vapore  | BBt          | 1916                | Orenstein & Koppel         |                                                                             |
| 1 - Arco               | Locomotiva a vapore  | Ct           | 1890                | Krauss                     | Ex Ferrovia Mori-Arco-Riva                                                  |
| HB Alfenz              | Locomotiva a vapore  | Bt           | 1882                | Krauss                     | Ex Ferrovia Rozsahegy-Korytniczai, ceduta alla Ferrovia Mori-Arco-Riva      |
|                        | Locomotiva elettrica | Bo'          | 1930                | Carminati & Toselli/TIBB   | Ex Ferrovia marmifera di Lasa                                               |
| A1-A3                  | Elettromotrici       | Bo Bo        | 1929                | Carminati & Toselli / TIBB | Ceduti alla FGC, A3 demolita, A2 restaurata nelle condizioni FEVF           |
| B51-B52                | Locomotive           | BB           | 1929                | Carminati & Toselli / TIBB | Cedute alla FGC, B51 conservato presso la ferrovia Trento-Malé-Mezzana      |

## Filmografia
- Un tram per il fronte delle Dolomiti: l'avvincente storia del trenino per Fiemme Ora-Predazzo (1891-1963), su studiowalter.it, regia di Luis Walter, Italia, 2018 (archiviato il 18 gennaio 2018).